# Nash (Texas)
Nash é uma cidade localizada no estado norte-americano do Texas, no Condado de Bowie.

## Demografia
Segundo o censo norte-americano de 2000, a sua população era de 2169 habitantes.
Em 2006, foi estimada uma população de 2394, um aumento de 225 (10.4%).

## Geografia
De acordo com o United States Census Bureau tem uma área de
7,3 km², dos quais 7,3 km² cobertos por terra e 0,0 km² cobertos por água.

## Localidades na vizinhança
O diagrama seguinte representa as localidades num raio de 12 km ao redor de Nash.